# Rhaphium dispar
Rhaphium dispar är en tvåvingeart som beskrevs av Daniel William Coquillett 1898. Rhaphium dispar ingår i släktet Rhaphium och familjen styltflugor. Inga underarter finns listade i Catalogue of Life.